# Альтернативне кантрі
Альтернативне кантрі, альт-кантрі (англ. alternative country, alt-country) — музичний жанр, різновид кантрі. Довгий час застосовувався головним чином для того, щоб характеризувати музику кантрі з нетрадиційним звучанням, «альтернативним» до панівних у різні періоди напрямів. Так, хонкі-тонк у 1940-і став альтернативою пануючих у той час раннього кантрі (old-timey) та естрадного вестерн-свінгу, а у 1950-і «бейкерсфілдське звучання» (Bakersfield sound) вважалося першою альтернативою комерційно-орієнтованого нешвілл-саунду. Втім, пізніше почесне звання «головного противника попкантрі» перейшло до іншого напряму — аутло-кантрі (outlaw country).
До 1980 року на каліфорнійській кантрі-сцені відбулася справжня революція: аутло-кантрі та панк-рок тенденції поєдналися у творчості численних місцевих колективів. Домінуючі у 1980–1990-ті роки кантрі-рок і нешвілл-саунд отримали на Західному узбережжі гідних суперників: молодь воліла сирий звук з виділеною ритм-секцією та жорстким звучанням гітар у кращих традиціях хонки-тонка, рокабіллі, панк-року, альтернативного року і построку.

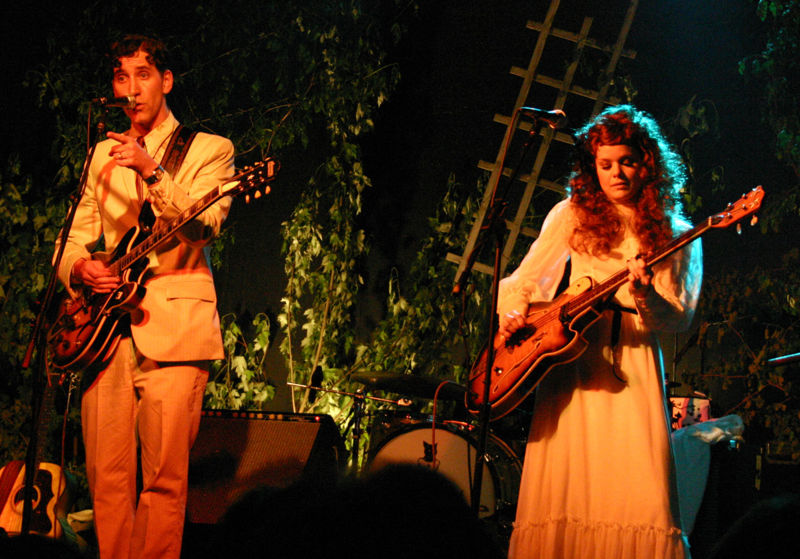
Альт-кантрі-гурт Blanche у St. Andrews Hall, Детройт, 2005 рік

Характерною рисою нового напряму стало також використання в текстах соціальних і політичних мотивів, вестернової ковбойско-бандитської тематики, а ліричними героями, як і в аутло-кантрі, часто ставали аутсайдери та маргінали. Не обійшли увагою автори текстів і нарочито-похмурі «готичні» образи, а також біблійні мотиви.
Поповнювався альтернативний кантрі-рух двома шляхами. По-перше, багато виконавців естрадного кантрі відходили у творчості від встановлених продюсерами правил, прагнучи повернутися до бунтарського, волелюбного коріння кантрі, відродити сире звучання балад перших переселенців і ковбоїв. Їх стараннями виникли жанри «американа», «альт-кантрі-фолк», «інсургентський кантрі». По-друге, до кантрі-музики зверталися натхненні кантрі-роком і іншими «кореневими» американськими стилями музиканти альтернативного року і панк-року. Вони збагатили музику своїм «альт-кантрі-роком»,кантрі-панком і «ковбойським панком» (cowpunk).
Найбільший вплив на становлення естетики та звучання альт-кантрі зробили своєю творчістю: Грем Парсонс, Ніл Янг, Боб Ділан, Джон Фогерті, Таунс Ван Зандт, Джей Джей Кейл, Джонні Кеш, Гай Кларк, Джо Ілай, Стів Ерл та інші виконавці кантрі-рок, кантрі, рокабіллі, південного року, хартленд-року. Але «першим альт-кантрі-рок-альбомом» заведено вважати No Depression (1990) групи Uncle Tupelo.
Найвідомішими гуртами та виконавцями, що грали альт-кантрі, були Cowboy Junkies, Giant Sand, 16 Horsepower, Whiskeytown, Jayhawks, The Old 97's, The Bottle Rockets, The Drive-By Truckers, Wilco, The Walkabouts, Blue Mountain, Blue Rodeo, Freakwater, Grant Lee Buffalo. Сучасними лідерами альт-кантрі є Calexico, Woven Hand, Slim Cessna's Auto Club, Lambchop, O' Death, Son Volt, Раян Адамс, Ніко Кейс, Люсінда Вільямс, Гілліан Велч, The Handsome Family, Вілл Олдхем, Cross Canadian Ragweed, Willard Grant Conspiracy, Джим Вайт, Andrew Jackson Jihad. Крім США і Канади альтернативне кантрі також поширене в Нідерландах і Скандинавії.